# 초산 전투
초산 전투(楚山戰鬪)는 인천상륙작전 이후 북한 중부 전선의 험준한 산악지대를 따라 계속 북진한 국군 제2군단의 제6사단이 청천강 계곡을 진격해 초산 지역까지 점령한 전투로서 압록강변까지 진격할 수 있는 기초를 닦은 전투이자 처음으로 중공군이 개입한 전투이기도 하다.

## 배경
제6사단은 어느 사단보다도 빨리 청천강 계곡을 급진하여, 10월 23일 밤에는 이미 희천에 돌입한 다음, 다시 서쪽으로 그 예봉을 돌리게 되었는데 그 중에서도 임부택 대령이 이끄는 제7연대가 가장 선두에서 진격을 재촉하고 있었다. 연대는 서쪽으로 돌진하여 극성령을 넘어 회목동-판하동을 목표로 계속 진출할 준비를 갖추었다.
각 대대는 단독으로 진격로를 개척하면서 패적에 육박하고 있었는데, 그 최종 목표인 초산까지는 불과 80km정도만을 남겨놓고 있었다.

### 작전계획
유재흥 소장이 이끄는 제2군단은 압록강변을 제압하면서 한.만 국경선을 감시함으로써 국토통일을 완수하려는 작전개념을 김종오 준장이 이끄는 제6사단으로 하여금 수풍댐으로부터 서쪽지역을 담당토록 하고, 이성가 준장이 이끄는 제8사단으로 하여금 그 동북측으로 만포진방면을 담당토록 하였다.
이에 따라 제6사단장 김종오 준장은 제7연대를 우일선으로 하여 초산을 목표로 진격토록 하고, 함병선 대령이 이끄는 제2연대를 좌일선으로 하여 벽동을 목표로 돌진토록 하는 동시에 박광혁 중령이 이끄는 제19연대를 예비대로 공치케 하였다.
제7연대장은 사단의 우일선 연대로서, 김용배 중령이 이끄는 제1대대를 선두대대로 하고, 김종수 중령이 이끄는 제2대대와 인성관 중령이 이끄는 3대대 순으로, 극성령을 넘어 회목동-판하동-고장을 점령해 확보한 다음, 계속하여 초산으로 돌입함으로써 압록강변을 확보케 하고, 제1대대로 하여금 초산을 점령케 하는 동시에 이어서 연대 주력은 초산으로 진격토록 하였다.

## 전투 과정

### 10월 23일
제7연대 제1대대는 희천을 점령, 확보한 다음 연대 작전계획의 변동으로 인하여 대대장 김용배 중령은 요지 다음과 같은 명령을 예하 각 중대에 하달하였다.
"이대용 대위가 이끄는 제1중대는 대대의 일부로써 방향을 바꾸어 서쪽으로 진격하여성령을 넘고, 회목동-풍양-고장을 거쳐, 초산을 점령하는 즉시로 압록강 국경선을 경비하라."
이에 따라서 제1대대는 희천-영변 쪽에서 북쪽으로 패주하는 북한군을 계속 추격하여 이를 격멸하면서, 이날 14:00에 희천을 출발하여 극성령 부근에서 준동하는 1개 소대규모의 적을 일거에 격파한 다음, 20:00에 회목동까지 진격하였으며, 제2대대는 제1대대에 뒤따라 또한 이에 뒤질세라 진격을 재촉하고 있었다.
한편 제3대대는 연대본부와 같이 구장동에서 차량으로 태평을 경유하여 이날 13:15에 온정리까지 진격한 다음, 계속 회목동 쪽으로 진출하던 중 18:00에 이르러 용연 남쪽 관대동에서 방어진지를 편성하고 최후 저항을 감행하려는 1개 대대규모의 북한군과 부딪혀 30분 간에 걸친 교전 끝에 북한군을 서쪽 멀리 대암봉 쪽으로 물리치면서 승승장구로 용연까지 진격하였다.

### 10월 24일
제7연대 제1대대는 전날 이래로 진격을 계속하던 바, 이날 주식을 위한 두 시간의 휴식과 부대정비를 끝마친 다음, 제3중대를 선두로 제1중대, 제2중대 순으로 초산을 향해 급진하였으며, 제2대대는 제1대대에 뒤질세라 그 뒤를 따라 급진 중이었다.
이리하여 양강동을 통과할 무렵, 도로 양쪽 고지에서 병력미상의 북한군으로부터 불시에 기관총의 집중사격을 받았는데, 선두에서 약진하고 있던 제3중대는 즉시 박격포의 포문을 열어 집중탄으로 북한군을 제압하는 동시에 연대장은 제1대대를 우측으로, 그리고 제2대대를 좌측으로 급히 전개하여 도로 연변을 따라 퇴각하는 북한군의 머리 위에 사정없이 총포의 세례를 퍼부었으며, 판하동에 이르기까지 그 화력을 멈추지 않았다.
이곳에서 연대는 1개 소대의 강력한 수색대대를 편성하여 북한군의 수색에 임하였는데, 이날 23:00에 수색대에 입수된 첩보는 태천 부근에 중공군이 출몰하였다는 예기치 않았던 소식이었다.

### 10월 25일
제7연대는 판하동에서 고장에 이르는 가도를 따라 진격하면서, 어제 저녁에 잡은 포로들로부터 입수한 정보에 의하여, 풍장 동남쪽 고지 일대에 배치되어 있는 북한군 2개 중대규모의 병력에 대하여 81mm 박격포의 일제 집중사격을 가하여 분산시켜 패주케 하는 즉시로 풍장을 확보한 다음 계속 급진하여 18:00에 고장 남쪽 안곡동까지 진출하였다.
북한군은 고장을 사수할 목적으로 동북쪽 야산 일대에서 1개 대대규모의 방어진지를 점령하는 한편, 그 남쪽 부평동에 1개 중대, 그리고 고장 북쪽 가마봉에 1개 중대, 또 그리고 그 서쪽에 1개 중대병력을 각각 배치하여, 국군의 예봉을 꺾어 보고자 사력을 다하는 듯이 보였다.
연대는 안곡동으로부터 차량을 이용하여, 제1대대를 고장 동쪽으로, 제2대대를 서쪽으로, 그리고 제3대대를 정면에서 각각 전개토록 하여 일제히 공격을 결행하였는데, 북한군은 독전까지 감행하면서 단말마의 최종발악을 하는 것이었다.
이리하여 두 시간 이상에 걸친 치열한 교전 끝에 이 적은 강계 쪽으로 퇴각하기 시작하였으며, 연대는 20:30에 고장 일대를 점령, 확보하게 되었다. 이로써 한.만 국경선에서 30km를 남기게 되는 선까지 진출하게 된 연대는, 좌우 인접부대와 충분한 연락을 유지하지 못한 가운데 적진 깊숙이 진격하였기 때문에 곧 적의 반격에 대비하게 되었다.
그리하여 제2대대로 하여금 고장 서쪽 일대에, 그리고 제3대대로 하여금 고장 북쪽 고지 일대를 각각 점령케 하여, 사주경계에 임하도록 하면서, 적정을 수색토록 공치하였다. 한편 제2연대는 이날 온정리 서북쪽 동림산을 향해서 진격하던 중 중공군 제40군의 제118사단, 제119사단, 제120사단과 불시에 부딪치게 되었는데, 피아간에 치열한 교전이 벌어지게 되어 총포성이 산야를 흔들고 꽹과리와 피리소리가 들짐승을 놀라게 하였다.
이 무렵 압록강변의 한 뱃사공의 말에 의하면 10월 20일 중공군 5명이 말을 타고 만포진-위원을 거쳐 연락차 창성으로 간다고 지나가는 것을 보았으며, 만포진에는 중공군이 3일간에 걸쳐 뗏목으로 밤새도록 압록강을 건넜다는 것이다.
이날 사단장 김종오 준장은은 초산 진격을 직접 진두지휘 하기 위하여, 선발대로 진격 중인 제7연대 제1대대로 가는 도중 차량 사고로 인하여 부상당하으나, 사단장은 후송을 거부하고 들것에 실린 채로 계속 작전을 지휘하고 있었다.

### 10월 26일
제7연대는 이날 중으로 초산을 점령하고 압록강선을 확보할 목적으로, 제1대대로 하여금 초산 쪽으로 급진토록 하고, 연대 주력은 고장 주변의 요지를 확보하여 북한군의 반격에 대비토록 한 다음, 제1대대가 초산을 완전히 확보하는 즉시로 연대 주력을 초산으로 전진시킬 계획이었다.
북한군은 낙동강선의 신녕 부근에서 계속하여 지연전을 전개한 오백룡 소장이 이끄는 제8사단의 각 연대 혼성부대로서 도합 1개 연대규모의 병력으로 초산 주변지역을 최후까지 방어하고 있었다.
제1대대는 제3중대를 선두로 하고, 제1중대, 제2중대 순으로 국경지대의 초설이 덮인 산야를 따라 급진하던 중, 초산 남쪽 6km 지점에서 적의 기관총사격을 받았다.
제3중대는 차량에서 하차하는 즉시로 전개하여 제1중대와 병행해 공격을 감행하였는데, 이때에 81mm 박격포는 차량 위에서 그대로 적에 대하여 집중사격을 가하였으며, 산병(散兵)들은 북한군의 진지를 향하여 급히 포위태세를 취하면서 1시간여에 걸친 교전 끝에 북한군의 방어선을 포위해 돌파하였고, 대대는 전장을 정리할 여유도 없이 다시 제1중대를 선두로 하여 진격을 계속하였으며, 대대장 김용배 중령은 제3중대의 선두에서 진두지휘하였다.
이렇게 하여 김용배 중령이 직접 지휘하는 제1중대는 대대의 최선두에서 굉음도 요란하게 초산을 통과하는 즉시로 곧 압록강변을 향하여 돌진하던 중, 동쪽 고지로부터 또다시 북한군의 기관총 사격을 받았으나, 즉시 응사함과 동시에 과감한 돌격으로 북한군을 격파하고, 14:15에 이르러 드디어 강 언덕 높이 태극기를 꽂는 데 성공하여 대대가 한.중 국경선까지 진출하는 최선진의 영예를 획득하였고, 이것은 광복이후 건국된 대한민국 정부가 분단이후 처음이자 마지막으로 압록강까지 국토를 잠시나마 수복한 유일한 일이었다.
제1중대장 이대용 중위는 신도장으로부터 좌로, 제1소대, 제2소대 그리고 제3소대의 순으로 배치하여 국경선 감시에 임하도록 하였다.
또한 제1대대의 주력은 초산 경계에 임하고, 연대 주력은 고장 부근에서 적의 반격에 대비해서 철저한 사주경계 태세를 갖추고 있었다.

## 결과 및 영향
제7연대 1대대 1중대장 이대용 대위는 신도장으로부터 좌로, 제1소대, 제2소대 그리고 제3소대의 순으로 병력을 배치하여, 강변을 경계토록 하였고, 대대 주력은 초산으로 이동하여 초산 주변경계에 임하였다.
한편 좌측 제2연대는 벽동을 목표로 서북방으로 진격 중이었으며, 10월 26일 미 제10군단은 원산에 대거 상륙하였고, 서부전선의 UN군 부대는 평양 북방 80km 지점 박천에서 대령강을 도하하여 미 제24사단의 일부 부대는 태천으로 진격 중이었다.